# Wybory parlamentarne w Wolnym Mieście Gdańsku w 1935 roku

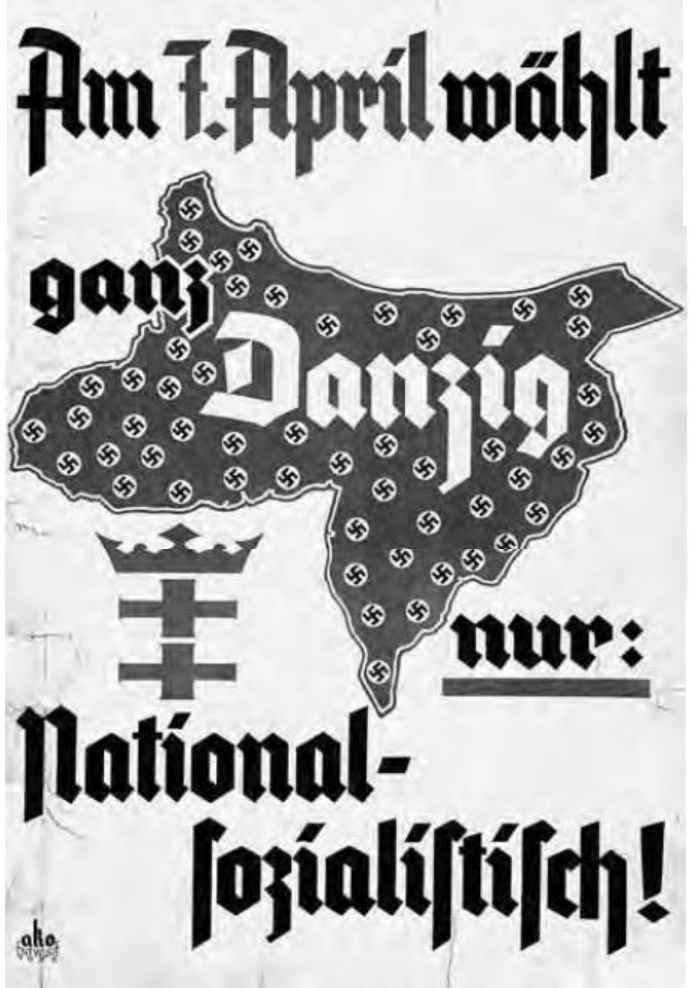
Plakat wyborczy NSDAP

Wybory parlamentarne w Wolnym Mieście Gdańsku w 1935 roku – ostatnie wybory w Wolnym Mieście Gdańsku, przeprowadzone 7 kwietnia 1935 roku.
| Partia                                             | Głosów  | % głosów | Mandatów | % mandatów |
| -------------------------------------------------- | ------- | -------- | -------- | ---------- |
| Narodowosocjalistyczna Niemiecka Partia Robotników | 139 423 | 59,31    | 43       | 59,72      |
| Socjaldemokratyczna Partia Wolnego Miasta Gdańska  | 37 729  | 16,05    | 12       | 16,67      |
| Partia Centrum Wolnego Miasta Gdańska              | 31 522  | 13,41    | 10       | 13,89      |
| Biała Lista                                        | 9 805   | 4,17     | 3        | 4,17       |
| komitety polskie                                   | 8.294   | 3,53     | 2        | 2,78       |
| Komunistyczna Partia Niemiec                       | 7 916   | 3,37     | 2        | 2,78       |
| inni                                               | 373     | 0,16     |          |            |
| Razem                                              | 235.062 |          | 72       |            |
| Frekwencja                                         | 99,50%  | 99,50%   | 99,50%   | 99,50%     |